# Mitsubishi AAM-1
Il Mitsubishi AAM-1 (Type 69 Air-to-Air Missile, Rokukyū shiki kūtaikū yūdōdan, 69式空対空誘導弾) è un missile aria-aria a guida infrarossa, prodotto dalla Mitsubishi Heavy Industries ed entrato in servizio nel 1969 nella Kōkū Jieitai, dove fu installato sui caccia North American F-86F e Lockheed F-104J Eiko, e sul cacciabombardiere Mitsubishi F-1. Venne definitivamente ritirato dal servizio nel 1986.

## Storia del progetto

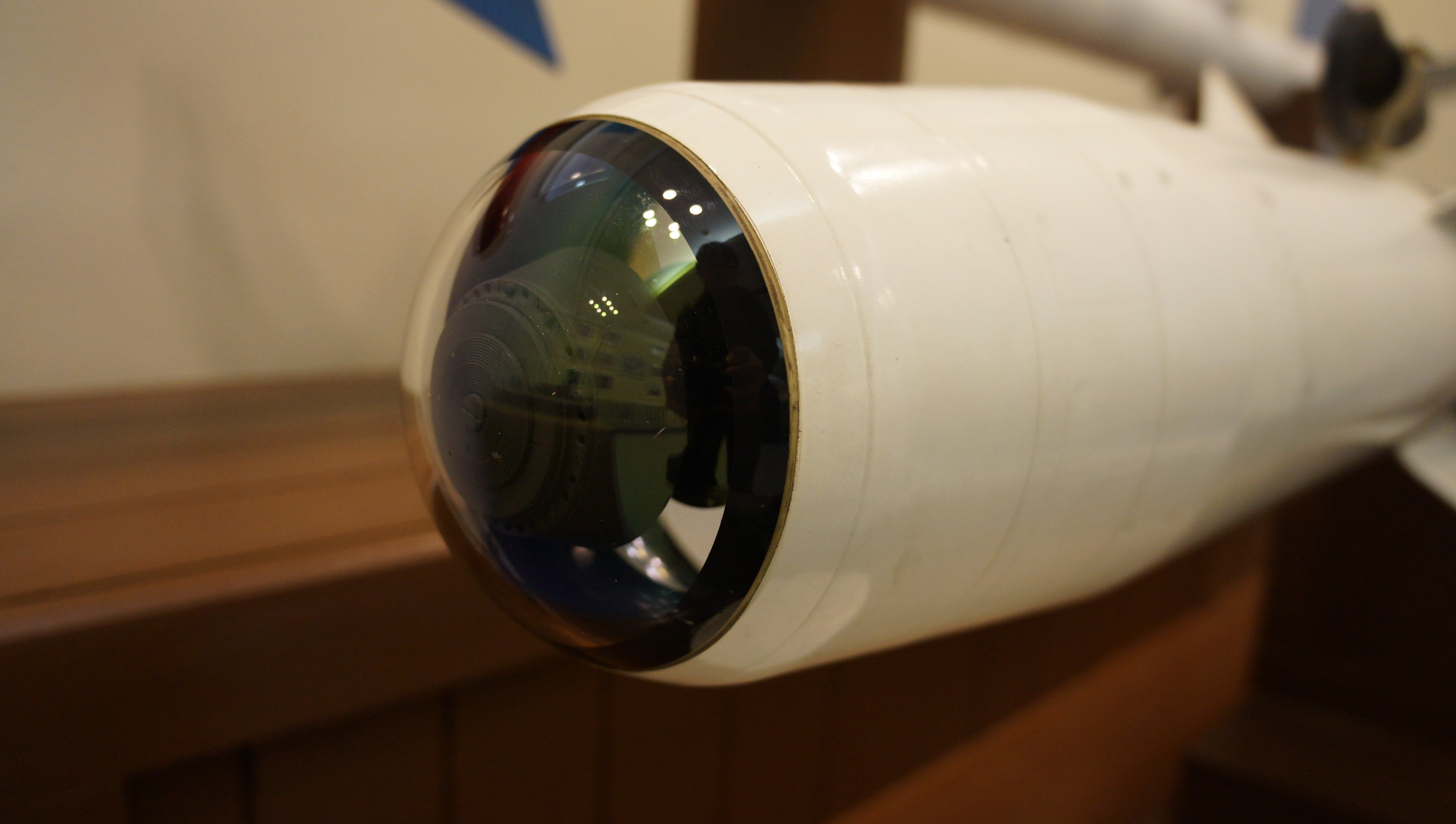
Il Seeker del missile Mitsubishi AAM-1.

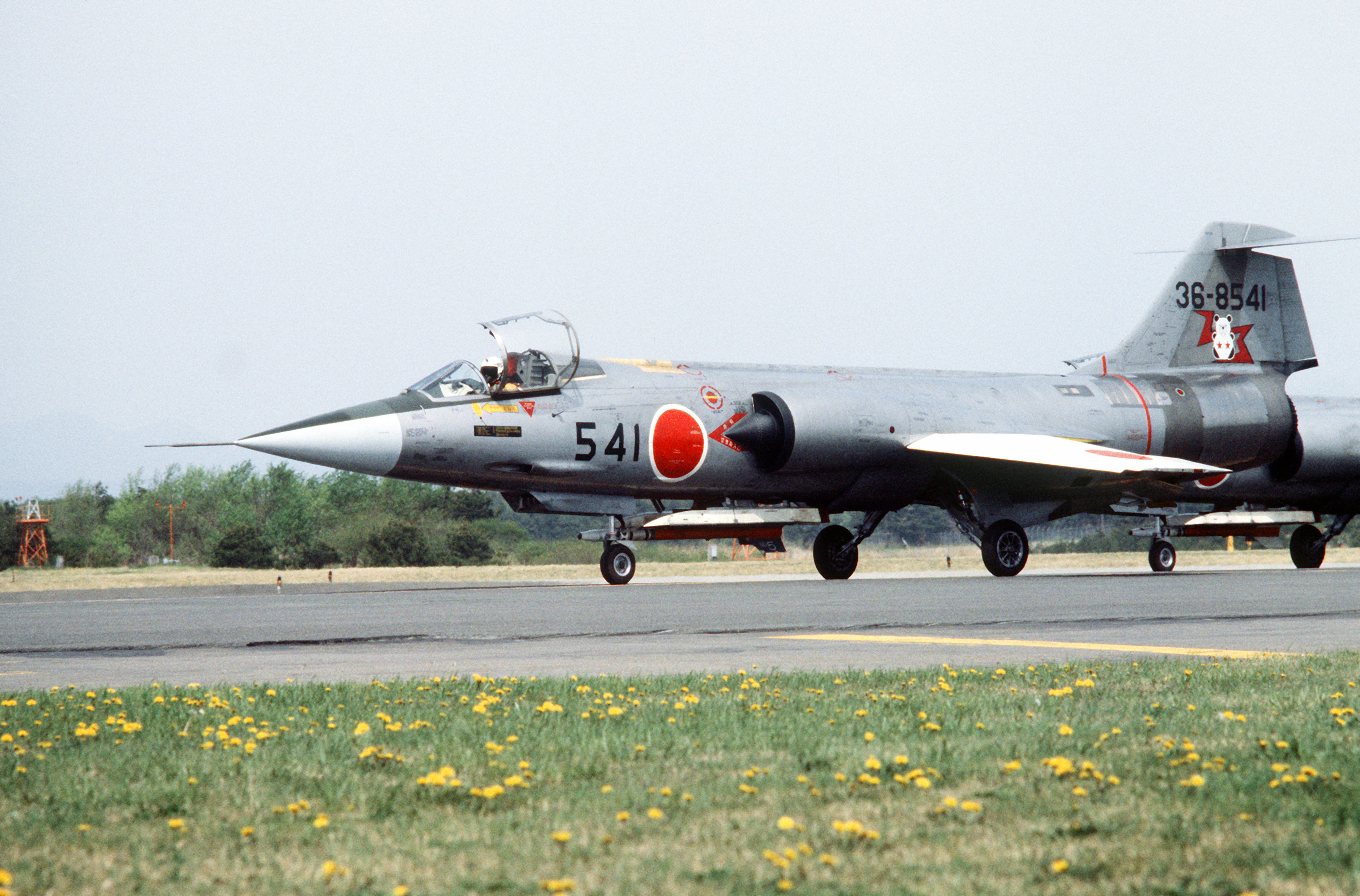
Il principale utilizzatore del missile AAM-1, il caccia bisonico F-104J Eiko qui fotografato sulla base aerea di Kwangju nel 1982.

Nel 1963 il governo giapponese decise di acquistare il caccia bisonico di produzione statunitense Lockheed F-104 Starfighter in una apposita versione destinata ad entrare in servizio nella propria aviazione, che fu designata F-104J Eiko (in lingua italiana Gloria). Di questa versione furono prodotti complessivamente 210 esemplari, di cui 178 su licenza dalla Mitsubishi Heavy Industries, ed a essi se ne aggiunsero altri 20 della apposita versione biposto da conversione operativa, designata F-104DJ. 
Contemporaneamente all'introduzione in servizio del nuovo caccia avvenne anche quella del suo armamento, costituito dal missile aria-aria a guida IR Raytheon Ford AIM-9B Sidewinder associato al radar Autonetics NASARR F-15J-31 che disponeva di ottime capacità nella modalità di combattimento aria-aria. 
Il missile AIM-9 Sidewinder fu molto apprezzato, e infatti gli ingegneri della Mitsubishi a partire dal 1962 avevano avviato un programma di un nuovo missile di produzione nazionale, il cui sviluppo fu portato a termine nel 1969 con l'introduzione del nuovo AAM-1 che fu designato ufficialmente Type 69, in giapponese Rokukyū Shiki Kūtaikū Yūdōdan  (69式空対空誘導弾). Inizialmente l'arma doveva essere sviluppata messa in produzione dalla Nissan, ma il governo giapponese decise altrimenti già nel corso del 1961.

## Descrizione tecnica
Strettamente derivato dall'AIM-9B, il missile giapponese risultava più piccolo e meno pesante di quello americano. L'AAM-1 era lungo 2,5 m, aveva un diametro di 0,15 m, un peso di 80 kg, un'autonomia di 7 km, e una velocità massima di 1,7 Mach.

## Impiego operativo

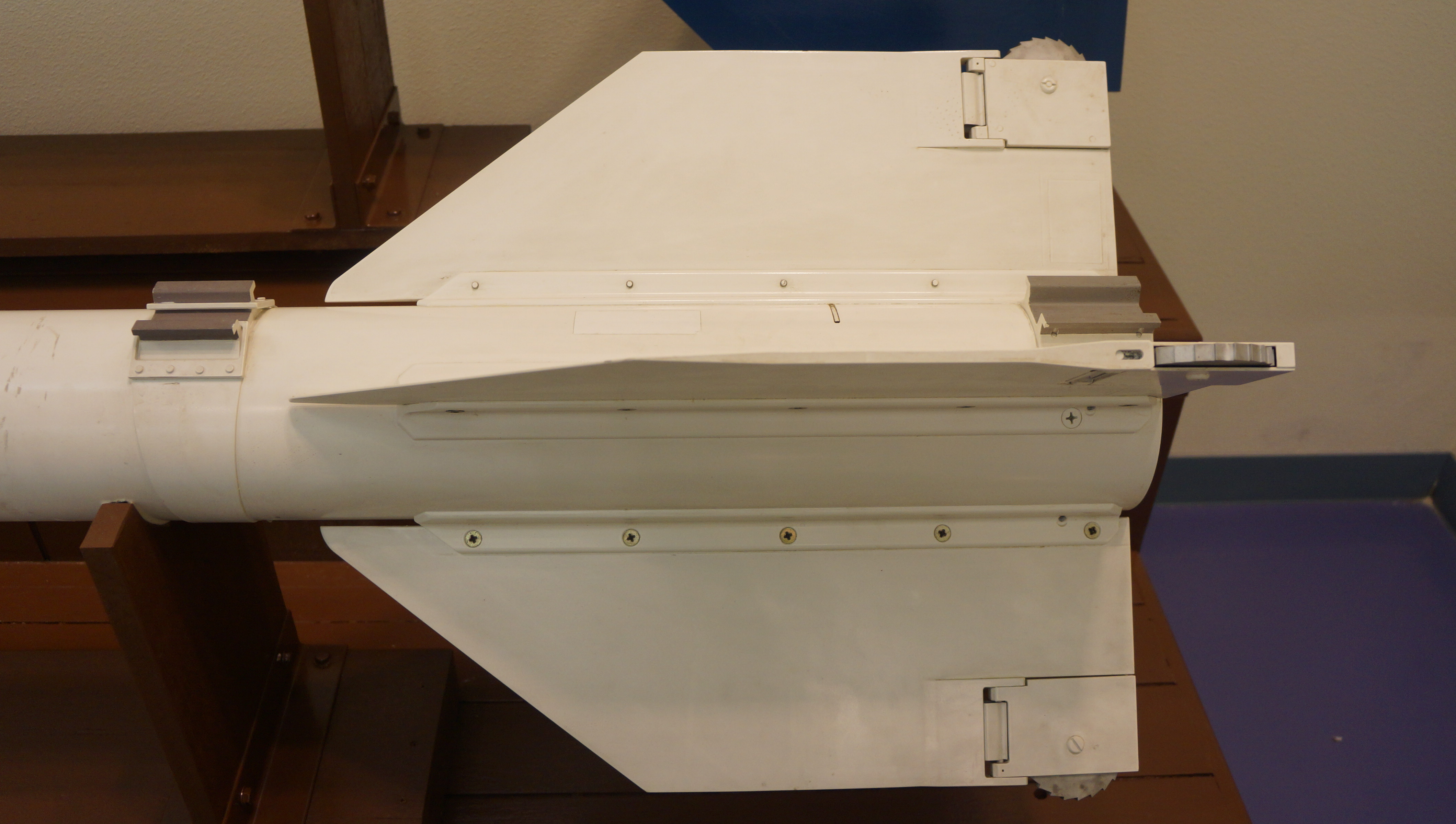
la parte terminale del missile aria-aria AAM-1.

Messo in produzione dalla Mitsubishi Heavy Industries a partire dal 1969, l'AAM-1 fu realizzato in 330 esemplari, e divenne in seguito l'armamento comune dell'F-104J, e fu installato anche sul caccia North American F-86F e sul cacciabombardiere di produzione nazionale Mitsubishi F-1. Le prestazioni molto inferiori alla versione AIM-9E del Sidewinder, successivamente adottata anche dal Giappone, portò alla decisione di interromperne la produzione nel 1971, e il missile AAM-1 fu definitivamente ritirato dal servizio nel 1986.

## Utilizzatori
Giappone
Kōkū Jieitai

### Fonti
1. 1 2 3  Martorella 2020, p. 60.
2. 1 2 3 4 5 6  Martorella 2020, p. 61.
3. ↑  Todd 2018, p. 275.
4. ↑  Samuels 1994, p. 380.